# ジャン・クラ
ジャン・クラ（Jean Cras、IPA: [ʒɑ̃ kʁaz], 1879年5月22日 – 1932年9月14日）は、フランスの作曲家で海軍士官。
作曲家としては、郷里ブルターニュの風景や、アフリカ海域での海軍生活に触発された作品を遺した。
海軍士官としては、海軍少佐の時に第一次世界大戦に際会し、魚雷艇長としてアドリア海で武功を挙げた。のちに海軍少将に進級し、ブレスト港次席指揮官を務めている時に病没した。クラは数学に長じており、技術面でもフランス海軍に貢献した。

## 略歴

### 海軍提督クラ

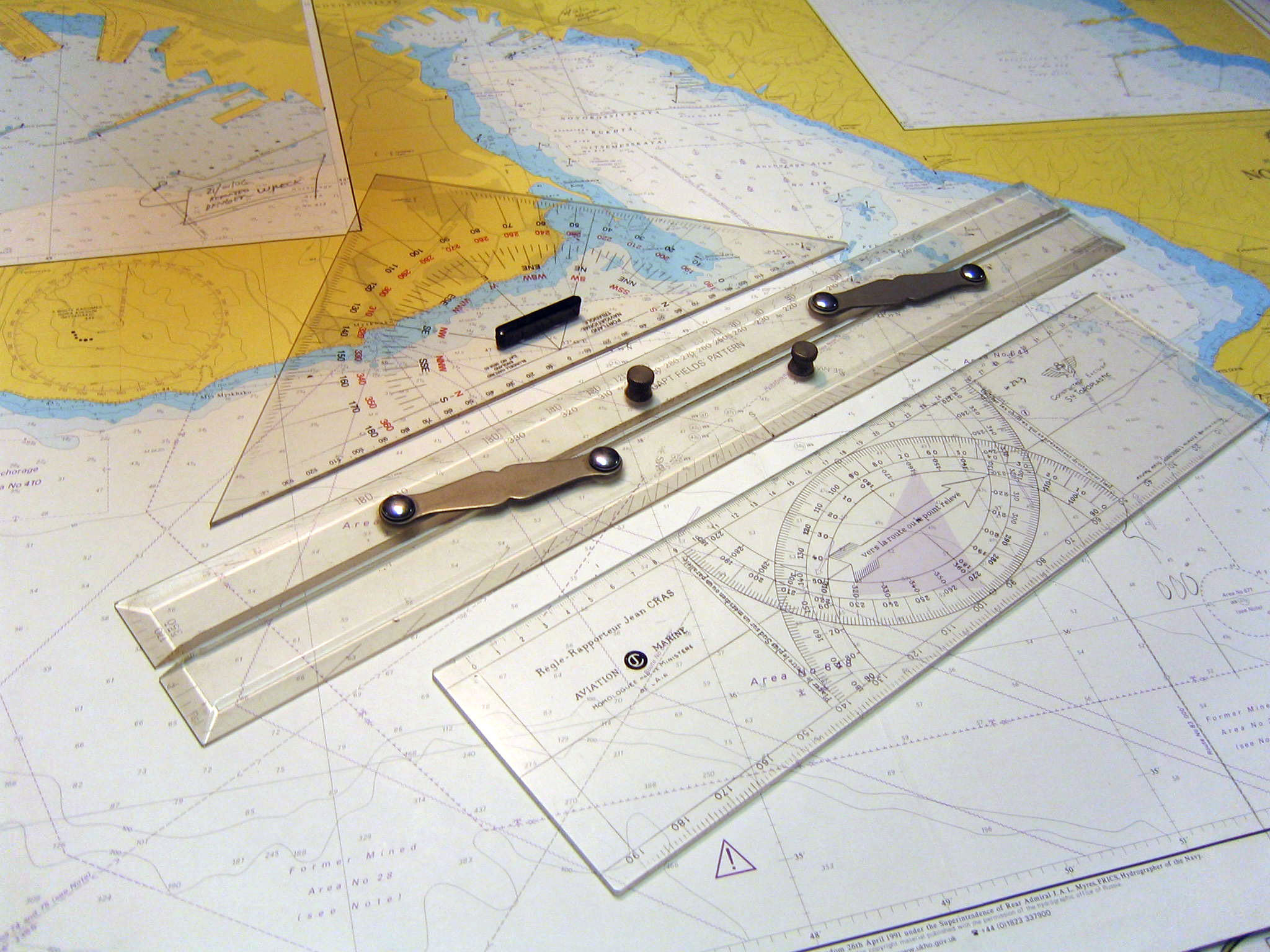
クラ式作図装置。ジャン・クラが発案し設計。

ブレストで、海軍軍医官の子として生まれる。本名はジャン・エミール・ポール・クラ（Jean Émile Paul Cras）。1896年、17歳でフランス海軍士官候補生（« bordaches »）となって軍艦イフィジェニー号に乗組み、アメリカ大陸、西インド諸島、セネガルで実戦に参加した。
1908年に海軍大尉に任官。数学の素養に優れたクラは海軍に技術面で貢献し、特に、クラークの発明した電気切替器と航海用作図器（クラの名が冠されている）は、フランス海軍に制式採用された。
1914年に第一次世界大戦が勃発すると、クラはオーギュスタン・ブエ・ド・ラペレール提督の副官を務め、その後は対潜部隊に勤務した。1916年には、魚雷艇コマンダン・ボリー号の艇長となった。アドリア海で敵潜水艦を撃沈する武功を挙げ、また、海中に転落した水兵を危険を省みずに救出して称賛された。
大戦後は、海軍軍令部先任副官となり、海軍中佐に進級した。いくつかの軍艦に勤務した後、海軍技術研究所首席部員（l’État-major général des recherches scientifiques）を務めた。1931年には海軍少将に進級してブレスト港次席指揮官（major général de l’arsenal militaire du port de Brest）に就任したが、在職中に病没した。

### 音楽家クラ

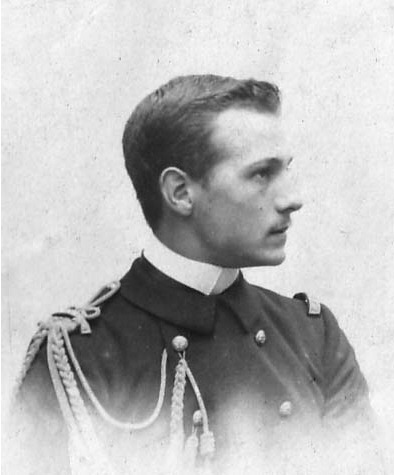
1899年頃のクラ

クラは早くから作曲家のアンリ・デュパルクに出逢っていて、2人は終生にわたって友情を結んだ。デュパルクはクラを「自分の精神的息子」と呼んでいる。フランス海軍における職務のために、音楽に割ける時間はほとんどなかったものの、クラは生涯にわたって作曲を続け、主に室内楽と歌曲を手懸けた。歌劇《ポリュフェーム（Polyphème）》など最も野心的な作品のほとんどが第一次大戦中に作曲されたり、楽器配置を施されたりしているのに対して、大半の作品は大戦後の日付が付いている。
こんにち最も有名な作品は、弦楽三重奏曲と弦楽四重奏曲である。また、抒情悲劇《ポリュフェーム》は傑作と看做されている。この歌劇は、1922年の初演時に称賛され、フランスの報道機関にクラの名を広めた。ポリュフェームとは、ギリシア神話でいうポリュペーモスのフランス語形であり、すなわちポセイドーンの息子にして最年長のキュクロープスである。筋書きはオウィディウスの物語に基づいており、ポリュペーモス（バリトン）がガラテイア（オペラでは「ガラテー」、ソプラノ）に横恋慕して、恋人アーキス（オペラでは「アシス」、テノール）から奪おうとする。原作では最終的にポリュペーモスが、アーキスに向かって岩石を転がして殺してしまうのだが、台本作家のアルベール・サマンはポリュペーモスに人間性を与えており、オペラのポリュペーモスは二人の恋人同士の感情を悟って、アーキスを潰すのを止める。結局のところ、このキュクロープスは、恋人たちの幸せに恐怖を覚え、死地を求めて海中を彷徨うのであった。
《ポリュフェーム》の音楽は、変化に富み、きわめて半音階的であるなど、デュパルクやエルネスト・ショーソンの精神で作曲されているが、ドビュッシーの《ペレアスとメリザンド》の影響も感じさせるように、印象主義的なところも見られる。
後年の作品は、形式的にはセザール・フランクに近いものの、バルトークにも比しうる刺々しい様式を発展させた。クラは室内楽を自分の武器と看做して、「この洗練された音楽形式が自分にとって最も欠かせないものになってきた」と記している。とりわけ《弦楽三重奏曲》は、幅広い様式を統合しており、北アフリカの影響も見られる。アンドレ・イモネ（André Himonet）は 1932年に《弦楽三重奏曲》について、「完全に均衡のとれた音響体と、他に選びようもないほど豊かな表現力」に到達した作品と述べ、「奇跡的」な作品と呼んだ。《ピアノ三重奏曲》も、アフリカや東洋の旋律パターンをブルターニュの伝統音楽と融合させて、矛盾のない全体像を創り上げている。音楽評論家のミシェル・フルーリー（Michel Fleury）は《ピアノ三重奏曲》を、美術家アンリ・リヴィエールのジャポニスムの画風になぞらえて、楽曲が表現するのは「ブルターニュの地である。但し、作曲者が世界の至る所で得られたさまざまな経験によって恰もふるいにかけられたかのように様式化されたブルターニュである」と述べている。
次女のコレットはピアニストとなり、作曲家アレクサンドル・タンスマンと結婚した。

## 主要作品一覧

### オペラ
- 5幕の抒情悲劇《ポリュフェーム（英語版）（Polyphème）》（台本：アルベール・サマン、作曲：1910年-1918年、初演：1922年12月29日、パリ・オペラ＝コミック座、版元：サラベール社）

### 声楽曲
- 若き日のアルバム（Album de jeunesse） （1892年–1896年、手稿譜のまま伝承された夥しい数の歌曲）
- モテット《天使の糧（Panis angelicus）》 （1899年8月、手稿譜）
- ピアノ伴奏歌曲集《7つの歌曲（Sept mélodies）》 （1899年-1905年、サラベール出版社）
  1. 夜の心地好さ（Douceur du soir） （詩：ジョルジュ・ロダンバック（フランス語版）、1901年）
  2. 疲れた手（Mains lasses）  （詩：ジョルジュ・ロダンバック、1905年）
  3. 一縷の望み（L’espoir luit）  （詩：ポール・ヴェルレーヌ「叡智 第3番（Sagesse III）」、初版：1900年, 第2版：1909年、いずれも出版はスコラ・カントルム組合）
  4. 角笛の音（Le Son du cor）  （詩：ヴェルレーヌ「叡智 第10番（Sagesse X)」、1900年）
  5. 夢（Rêverie）  （詩：アルフレッド・ドロワン、初版：1903年, 第2版：1909年、いずれも出版はスコラ・カントルム組合）
  6. 夜曲（Nocturne）  （詩：ドロワン、初版：1903年, 第2版：1909年、いずれも出版はスコラ・カントルム組合）
  7. 万物照応（Correspondances）  （詩：シャルル・ボードレール、1901年）
- 声楽、ヴァイオリンとオルガン（もしくはハルモニウム）のためのモテット《まことの御体（Ave verum）》 （1905年、手稿譜）
- 無伴奏4声合唱のためのミサ曲 第2番（Deuxième messe à 4 voix a capella） （1907年-08年、手稿譜）
  1. キリエ （Kyrie, 1907年)
  2. グローリア （Gloria, 1907年)
  3. サンクトゥス （Sanctus, 1908年)
  4. ベネディクトゥス （Benedictus, 1908年)
- 声楽とオルガンのためのモテット《天の后妃（Regina coeli）》 （1909年作曲、出版：1914年、スコラ・カントルム出版社）　【演奏例】
- 声楽とオルガンのための《めでたしマリア（Ave Maria）》 （1910年8月、手稿譜）
- 管弦楽伴奏歌曲集《悲歌（Elégies）》（原詩：アルベール・サマンの4作、1910年、出版：デュラン社）
- ピアノ伴奏歌曲集《歌の捧げもの（L’Offrande lyrique》 （原詩：ラビンドラナート・タゴールの英語詩（アンドレ・ジッド訳）7作、1920/1年、サラベール出版社）
- ピアノ伴奏歌曲《映像（Image）》 （詩：E.シュネーデール、192年、サラベール出版社）
- 歌曲集《泉（Fontaines）》 （管弦楽伴奏版とピアノ伴奏版の2種。原詩：リュシアン・ジャック（フランス語版）の5作、1923年、サラベール出版社）
- ピアノ伴奏歌曲集《『ルバイヤート』の5つの詩（Cinq Robaïyats）》（原詩：オマル・ハイヤームのペルシャ語詩（フランツ・トゥーサン訳）、1924年、サラベール出版社）
- 男声四重唱のための5つのコラール《山上にて（Dans la montagne）》（原詩：モーリス・ブーシェ、1925年、サラベール出版社）
- オルガン伴奏女声合唱曲《ある聖女に捧げる賛歌（Hymne en l’honneur d’une Sainte）》（自作詩、1925年、サラベール出版社）
- 声楽とピアノのための《ヴォカリーズ練習曲》 （1928年、出版：ルデュック）
- 声楽とパンパイプ、弦楽三重奏のための《パンの横笛（La Flûte de Pan）》 （原詩：リュシアン・ジャック、1928年、サラベール出版社）
- 《海辺の夜（Soir sur la mer）》（原詩：ヴィルジニー・エリオ、1929年、サラベール出版社）
- ピアノ伴奏合唱曲《3つのクリスマスキャロル（Trois Noëls）》（原詩：レオン・シャンスレル、1929年、サラベール出版社）
- ピアノ伴奏歌曲集《2つの唄（Deux chansons）》（原詩：タンギー・マルモンシュの『見知らぬ騎士（Chevalier étranger）』、1932年、サラベール出版社）
  - ルディヴィク王 （Le roi Loudivic）
  - 吟遊詩人の歌 （Chanson du barde）
- ピアノ伴奏歌曲集《3つのブルターニュの歌（Trois chansons bretonnes）》（自作詩、1932年、サラベール出版社）

### 管弦楽曲
- 宗教的アンダンテ（Andante religieux） （1901年、手稿譜）
- 子供心（Âmes d’enfants） （同名の児童用6手ピアノ曲の管弦楽版。成立：1921年、セナール社） 【演奏例】
- ガラテーのまどろみ（Le Sommeil de Galatée） （原曲：歌劇《ポリフェーム》第1幕の間奏曲。成立：1922年、出版：セナール）
- 交響組曲《航海日誌》（Journal de bord, Suite symphonique）  (1927年、サラベール出版社） 【演奏例】
- チェロと管弦楽のための《伝説曲》（Légende pour violoncelle et orchestre） (1929年、サラベール出版社）
- ピアノ協奏曲（Concerto pour piano et orchestre） (1931年、サラベール出版社。2台ピアノ用簡易編曲：1932年、出版：セナール）【演奏例】

### 室内楽
- ピアノ三重奏曲《音符の旅（Voyage symbolique）》 （1899年、手稿譜）
- ヴァイオリン・ソナタ《精神》（1900年、手稿譜）
- ヴィオラ・ソナタ《魂（L’Âme）》（1900年、手稿譜）
- チェロ・ソナタ《肉体（La Chair》（1900、出版：デュラン社）
- ピアノ三重奏曲（Trio en ut pour piano, violon et violoncelle） （1907年、出版：デュラン社） 【演奏例】
- 弦楽四重奏曲《郷里ブルターニュに捧ぐ（À ma Bretagne）》 （1909年、サラベール出版社）
- ハープ、フルートと弦楽三重奏のための五重奏曲 （1922年、サラベール出版社）
  - ピアノと弦楽四重奏による通常編成のピアノ五重奏曲版もある【演奏例】
- サクソフォン四重奏曲のための前奏曲と舞曲《あした（Prélude et danse: Demain）》 （1924年-1926年、手稿譜）
- ハープのための2つの即興曲（Deux Impromptus pour harpe） （1925年、サラベール出版社）
- 弦楽三重奏曲（Trio pour violon, alto et violoncelle） （1925年版：サラベール社、1927年版：セナール社) 【演奏例】
- ヴァイオリンとピアノのための4つの小品（Quatre petites pièces pour violon et piano）
  1. 唄と変奏（Air varié） （1926年、サラベール出版社）
  2. ハバネラ（Habañera） （1927年、サラベール出版社）
  3. 想い出（Evocation） （1928年、サラベール出版社）
  4. 結び（Epologue） （1929年、サラベール出版社）
- フルートとハープ（またはヴァイオリンとピアノ）のための《二重奏による組曲（Suite en duo）》 （1927年、サラベール出版社）　【演奏例】
- ハープ、フルート、ヴァイオリン、ヴィオラとチェロのための五重奏曲（Quintette pour harpe, flûte, violon, alto et violoncelle） （1928年、サラベール出版社）【演奏例】
- チェロと管弦楽のための《伝説曲》（Légende）（1929年の管弦楽曲の編曲。1930年、出版：セナール）

### ピアノ曲
- 牧歌的即興曲（Impromptu pastoral） （1900年、手稿譜）
- 小品 ヘ短調（Petite pièce en fa mineur） （1901年、手稿譜）
- ワルツ ホ長調（Valse en mi majeur） （1904年、手稿譜）
- 5つのくつろいだピアノ曲（Cinq poèmes intimes pour piano） （1912年、デメ（Demets）出版社)
  1. 島で （En Islande） （1902年、マックス・エシグ社） 【演奏例】
  2. 前奏曲とフゲッタ （Preludio con fughetta） （1902年、マックス・エシグ社）　【演奏例】
  3. 水の流れに （Au fil de l’eau） （1911年、マックス・エシグ社）　【演奏例】
  4. 瞑想 （Recueillement） （1904年、マックス・エシグ社）　【演奏例】
  5. 朝の家 （La maison du matin） （1911年、マックス・エシグ社）　【演奏例】
- 2つの景色（Deux Paysages）（1917年、出版：デュラン社） 【演奏例】
  - 海の景色（Paysage maritime）
  - 野の景色（Paysage champêtre）
- 舞曲（Danze） （1917年、出版：ルアール社、ルロール社など）
- 4つの舞曲（Quatre Danze） （1917年、サラベール出版社）
  - 不気味な舞曲 Danza morbida　【演奏例】
  - おどけた舞曲 Danza scherzosa　【演奏例】
  - Danza tenera　【演奏例】
  - 元気な舞曲 Danza animata　【演奏例】
- 6手のための《子供心（Âmes d’enfants, pour 6 petites mains）》 （1917年、手稿譜。4手ピアノ版：1922年、セナール）
  - ほかにもサラベール出版社の1918年版や、上記の管弦楽版がある
- 《はじめてのおたんじょうび「かわいいジャン＝ピエールくんへ」（Premier anniversaire, « A mon petit Jean-Pierre »）》 （1919年5月1日、手稿譜）
- 弦楽四重奏曲 第1番 （4手用編曲、1921年、出版：ルアール社、ルロール社など）
- ピアノ（またはハープ）のための《2つの即興曲（Deux impromptus）》 （1926年、セナール）

### オルガン曲
- コラール（Chorale） （1904年、手稿譜）
- Grande marche nuptiale pour orgue (1904年、スコラ・カントルム出版社）